# Eucoptocnemis worthingtoni
Eucoptocnemis worthingtoni là một loài bướm đêm trong họ Noctuidae.